# José María de Orbe
José María de Orbe y Klingenberg (San Sebastián,1958) es un artista, director y guionista de cine español.
Su primer largometraje La línea recta (2006) supuso una apuesta muy arriesgada en el panorama del cine español. Aita (2010), su segundo largometraje, obtuvo innumerables premios internacionales. La revista Sight & Sound (Londres, Inglaterra) la consideró una de las 10 mejores películas del año a nivel mundial.
Combina su actividad cinematográfica con la dedicación a la fotografía artística.

## Estudios
Estudió el bachillerato en el colegio Alemán de San Sebastián. Inició estudios de derecho en la Universidad Autónoma de Madrid, que abandono en el segundo curso. En el año 1994 se trasladó a Los Ángeles, California (EE. UU.), donde cursó estudios de dirección cinematográfica en el American Film Institute.

## Filmografía
- 1985 - Lifeguard, EE. UU.. Director y guionista.
- 1985 - Jonathan what the hell, EE. UU.. Director y guionista.
- 1985 - Neon, USA. Director y guionista.
- 2000 - De Chillida a Hokusai, España. Guionista.
- 2006 - La línea recta, España. Director, guionista y coproductor.
- 2010 - Aita, España. Director y guionista.
- 2019 - XXX,1, España. Director y productor.

## Festivales y exhibiciones
La línea recta (2006)
2007
- BAFICI
- Zinemaldia – Festival de San Sebastián
- Madridimagen
- Biennale du Cinema Espagnol Annecy
- Cinelatino Film Festival

2006
- Gijón International Film Festival

Aita (2010)
2010
- Zinemaldia – Festival de San Sebastián
- BFI London Film Festival
- Thessaloniki International Film Festival

2011
- CGAI Centro Galego de Artes da Image
- Rotterdam International Film Festival[2]
- FICUNAM International Film Festival
- Warsaw Film Festival
- Las Palmas Festival
- BAFICI Buenos Aires Film Festival[3]
- Jeonju International Film Festival
- Tate Modern of London – Joan Miró Anthology
- Munich International Film Festival
- Taipei International Film Festival
- Karlovy Vary International Film Festival
- Festival International du Film de La Rochelle[4]
- New Zeland International Film Festival
- Festival International du Film de La Roche-Sur-Yon
- Viennale
- L’Alternativa. Festival de Cinema Independent de Barcelona
- Festival Internacional de Cine de Cali
- Leeds International Film Festival

2012
- MoMa, New York – Documentary Fortnight[5]
- Museum of Modern Art Sydney, Australia
- Chicago European International Film Festival
- Cineteca Matadero, Madrid – Retrospective Eddie Saeta
- Biennale du Cinema Espagnol Annecy
- Festival du film latinoamericain du Montréal
- Eye Film Institute of Amsterdam | Opening
- Munich Film Museum
- Tubingen Film Festival
- Australian Film Institute

## Exposiciones de fotografía
- Ausencias, Galería Peyronceli, Madrid (Con Yolanda Ortiz de Urbina),
- 2014 - The neighbor’s project, galería Quiosk, Tremp, Lérida, individual.
- 2014 - 8 pintores y 1 cineasta, galería Trama, Barcelona, colectiva.[6]
- 2014 - Unua, galería Valid Photo, Barcelona, Individual.[7]
- 2016 - The Neighbor's Project, FinerArt, Igualada, Barcelona, colectiva.
- 2016 - American Houses, Revelat, Villasar de Mar, Barcelona, colectiva.
- 2017 - Just Mad, Galería Blanca Berlín, Madrid, fotografía, colectiva.
- 2017 - Fundación Pequeño Deseo, Galería Senda, Barcelona, colectiva.
- 2019 - Solidarizarte, Galería Blanca Berlín, Madrid, colectiva.
- 2019 - Galería The Family, Mahón, Menorca, individual.
- 2020 - Exagium, Galería Kur, San Sebastián, individual.

- 2021 – LÔAC, museo de arte de Alayor, Menorca.[8]

## Premios y distinciones
- 2008 - Gran Premio Festival de Publicidad El Sol, San Sebastián
- 2000-2008 - Leones de Oro, Leones de plata y Leones de Bronce, Festival de Cine Publicitario de Cannes
- 2010 - Concha de plata Mejor fotografía, Aita, Zinemaldi, San Sebastián, España[9]
- 2011 - Premio Puma de Plata a la Mejor Película, Aita, FICUNAM, México[10][11]
- 2011 - Premio de la prensa, Aita, Festival du Film de La Roche-sur-Yon, Francia.
- 2011 - Premio especial del jurado, Aita, Festival Du Film de La Roche-sur-Yon, Francia.
- 2011 - Mención especial del jurado, Aita, Festival de cine de Taipéi.
- 2012 - Mención Especial del Jurado, Aita, Biennale du Cinema Espagnol, Annecy, Francia.

### Vídeos
- RTVE - Días de cine: Aita de José María de Orbe (2010)
- TV3 - Entrevista a José María de Orbe (12/11/2010)

- Datos: Q109424788